# Ditazol
A ditazol a vérlemezkék összecsapódását gátló gyógyszer. Trombózis, aszpirin okozta asztma, diabetikus retinopátia és mellkasi fájdalom ellen alkalmazzák.

## Készítmények[3]
- Ageroplas
- Fendazol

## Lásd még
- In vitro and in vivo effects of ditazol on human platelets malonylaldehyde (MDA) production PubMed.gov

## Fordítás
Ez a szócikk részben vagy egészben  a   Ditazole című angol Wikipédia-szócikk fordításán alapul.  Az eredeti cikk szerkesztőit annak laptörténete sorolja fel. Ez a jelzés csupán a megfogalmazás eredetét és a szerzői jogokat jelzi, nem szolgál a cikkben szereplő információk forrásmegjelöléseként.